# Aqüeducte de Can Valls
L'Aqüeducte de Can Valls és una obra de Cabrils (Maresme).

## Descripció
Un tram d'aqüeducte que només conserva una arcada feta amb maons i la resta de l'obra feta de mamposteria. Es recolza en un marge del terreny d'on prové la canonada d'aigua.